# IFolder
iFolder war eine Software des Unternehmens Novell. Mit iFolder war es auf einfache Weise möglich, Dateien auf mehreren Computern synchron zu halten. Im Jahre 2004 entschloss sich Novell, den Quellcode von iFolder unter Open Source zu veröffentlichen und 2009 auf die Plattform SourceForge zu migrieren.
Seit der Übernahme von Novell durch Micro Focus International im Jahre 2014 wurde die Weiterentwicklung immer stärker abgeschwächt. Spätestens seit der Übernahme von Micro Focus durch das kanadische Softwareunternehmen Opentext im Jahre 2022 wird nicht länger an iFolder entwickelt.

## Funktionsweise
iFolder war ein auf .NET basierendes Client-Server-System, bei dem neben einem zentralen Server auf den Nutzerrechnern der iFolder-Client installiert werden musste.
War ein iFolder-System aufgesetzt, ermöglichte es den Nutzern das Arbeiten mit gemeinsam genutzten Verzeichnissen: Markiert ein Nutzer auf seinem Computer ein Verzeichnis als ein iFolder-Verzeichnis, wurde dies dem zentralen Server mitgeteilt, der daraufhin eine eigene Kopie erstellt. Sobald der Nutzer nun in diesem iFolder-Verzeichnis etwas ändert, wurden diese Änderungen mit der Kopie auf dem Server synchronisiert.
Der Nutzer konnte zusätzlich andere Nutzer einladen, ebenfalls auf das Verzeichnis zuzugreifen. Auf deren Computern wurde dann ebenfalls eine Kopie des Verzeichnisses abgelegt, das alle Änderungen mit dem Server abglich.
Somit hatte jeder Nutzer, welcher Zugriffsrechte für das Verzeichnis hat, die gleichen Dokumente und den gleichen Versionsstand.
Darüber hinaus war auch der Zugriff über eine Web-Schnittstelle möglich, um auch dann Zugriff zu gewähren, wenn der Nutzer sich an einem Computer ohne einen iFolder-Client befand.
Frühere Versionen des iFolder-Clients unterstützten neben der serverbasierten Arbeitsweise zusätzlich eine Peer-to-Peer-Arbeitsweise ohne Notwendigkeit für einen zentralen Server. Diese Funktion war auf lokale Netzwerke beschränkt. Ab Version 3.8 wurde dies jedoch nicht mehr unterstützt.
Die letzte offiziell veröffentlichte Version war 3.9.2 vom 14. Juni 2016.
Open-Source-Alternativen sind z. B. OwnCloud, Nextcloud oder Seafile.